# Glen Canyon

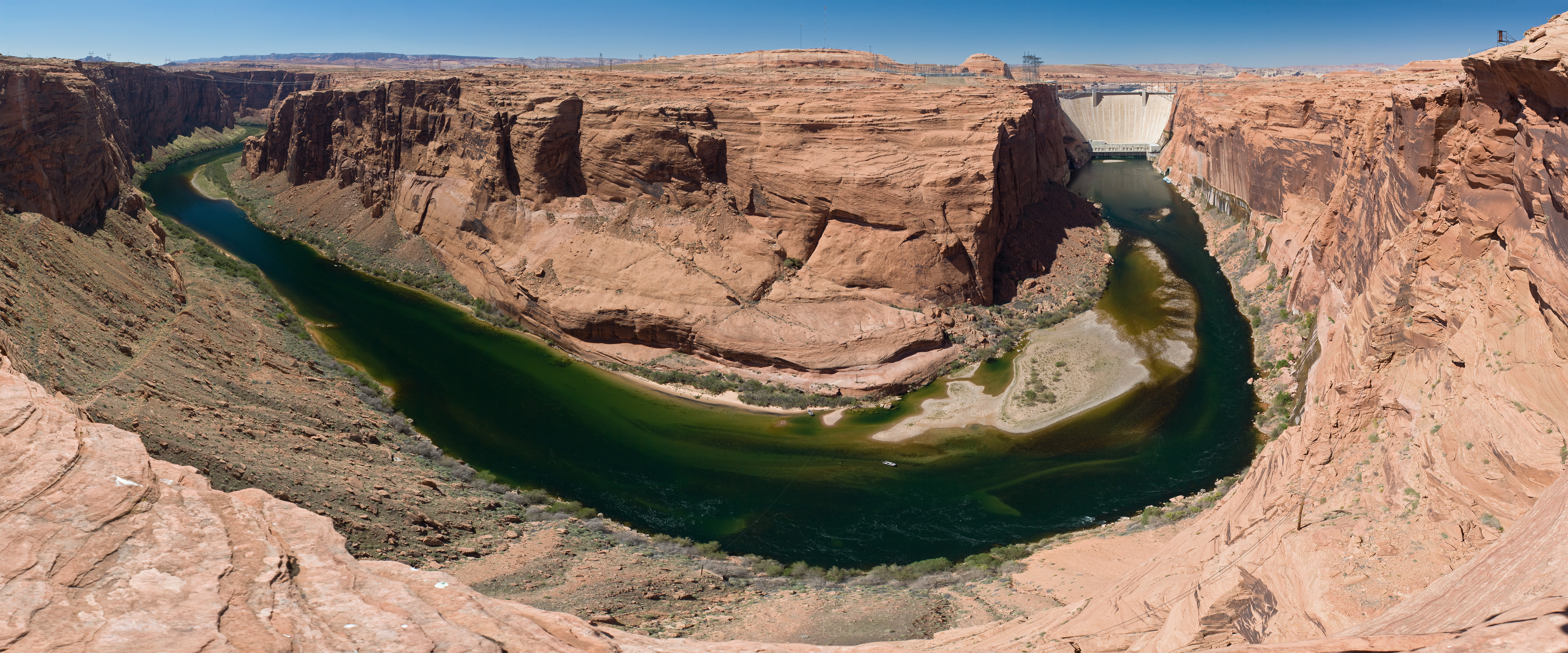
Glen Canyon

De Glen Canyon is een kloof in het zuiden en zuidoosten van de Amerikaanse staat Utah en in het noordoosten van Arizona. De kloof is uitgesleten door de rivier de Colorado.
In het jaar 1963 werd de Glen Canyondam voltooid die het Powellmeer vormt. Met dit proces werd de Glen Canyon voor een groot deel verwoest.